# Melchior Nering
Pour les articles homonymes, voir Nering.
Melchior Nering (?, ? – Toruń, 10 septembre 1587) est un relieur, libraire, imprimeur polonais.

## Biographie
Melchior Nering est actif à Poznań à partir de 1559 au plus tard, puis à Grodzisk et Toruń.

## Collections
- Bibliothèque royale (Pays-Bas)